# Balderö grynnorna
Balderö grynnorna är ett skär i Vårdö kommun på Åland (Finland). Det ligger i Skärgårdshavet och i kommunen Vårdö i landskapet Åland, i den sydvästra delen av landet. Ön ligger omkring 26 kilometer öster om Mariehamn och omkring 250 kilometer väster om Helsingfors.
Öns area är 1,4 hektar och dess största längd är 180 meter i sydväst-nordöstlig riktning.
Balderö grynnorna är delade på mitten av ett smalt näs. Den östra halvan är bergig medan den västra i huvudsak består av grus. För att vara såpass liten har Balderö grynnorna relativt mycket vegetation, i synnerhet på den västra halvan.